# Masojedy
Masojedy – gmina w Czechach, w powiecie Kolín, w kraju środkowoczeskim. Według danych z dnia 1 stycznia 2014 liczyła 87 mieszkańców.